# 전국사군자
전국사군자(戰國四君子, Four Lords of the Warring States)는 중국의 전국 시대에 활약한 4명의 인물을 총칭한 통칭이다.
'군'은 사후에 주어진 시호로, 중국 전국 시대의 사군자는 아래의 인물을 가리킨다.
- 제의 맹상군(? - 기원전 279년)
- 조의 평원군(? - 기원전 251년)
- 위의 신릉군(? - 기원전 244년)
- 초의 춘신군(? - 기원전 238년)

이 중 춘신군은 재상이었고, 나머지는 왕족 출신이었다. 그들은 모두 그 나라의 유력한 정치인이었다.

## 같이 보기
- 춘추오패